# Ликантропия
Волк-о́боротень, верво́льф (нем. Werwolf), ликантро́п (греч. λυκάνθρωπος), челове́к-волк (англ. wolfman), в славянской традиции волколак — человек, на определённый срок превращённый или способный превращаться в волка, в мифологии и художественных произведениях. Для обозначения этой способности используется термин ликантро́пия.
Верования в волков-оборотней были распространены повсюду, где обитали волки, то есть в Евразии и Северной Америке, причём в европейском фольклоре вервольфы были наиболее популярным типом оборотней. Истории о волках-оборотнях встречались в Древней Греции и Древнем Риме, скандинавских сагах и средневековой поэзии. Во франко- и немецкоговорящих странах в позднем Средневековье оборотничество было приравнено к колдовству и была развёрнута охота на «вервольфов», в результате которой были казнены сотни людей. С XIX века вервольфы становятся популярными персонажами художественных произведений. Истоки представлений о волках-оборотнях ищут в людях, своей внешностью или поведением напоминающих волков, в древних мифологических представлениях и в психологии.
В целом, мифических и художественных волков-оборотней можно разделить на три типа: способные превращаться по своему желанию с помощью магических средств (например, зачарованный пояс или шкура, волшебная мазь), превращающиеся периодически и неконтролируемо (обычно ночью) и превращённые в волков колдунами или высшими силами. Оборотнем может быть человек любого пола и возраста. В волчьем облике вервольфы представлялись как обычные волки, хотя зачастую и больше, и сильнее среднего. Считалось, что рана, нанесённая волку-оборотню, сохраняется и в человеческом виде. Ликантропы как в мифах, так и в художественных произведениях могут представать как злобными вредящими людям существами, так и положительными и даже героическими персонажами.

## Распространение мифа
Представления о превращении в волков встречались практически повсюду, где обитали эти животные:2, то есть на большей части Евразии и Северной Америки:4, и исчезали в процессе вымирания на данной территории волков:13, 27:250—253. Вервольфы — наиболее популярный вид оборотней в европейском фольклоре:30:643, хотя в странах Северной Европы с ними конкурируют оборотни-медведи. Представления о ликантропии были особо широко распространены в позднем Средневековье и раннем Новом времени, прежде всего среди французов и немцев.:104 В XIX веке, согласно ряду источников, вера в волков-оборотней лучше всего сохранялась у немцев и у некоторых славян.:2-4 Ныне сообщения о наблюдении волков-оборотней встречаются среди свидетельств о криптидах, например, некоторые считали вервольфом так называемого зверя из Брей-Роуд, про встречи с которым сообщали в Висконсине в середине XX века.
Верования в оборотней в целом играют выдающуюся роль в народных сказаниях и распространены по всему земному шару:1, но в разных странах, в зависимости от состава местной фауны:5, 30:8-9:159, доминирующее место волка занимают другие хищные звери: в Северной Америке, Северной Евразии и в Иране — медведь:3:171, в Китае:172 и Японии:172 — лисица, в Южной и Восточной Азии — тигр, а в Индии также змея, в Индонезии — крокодил, в Южной Америке — ягуар, в Африке — леопард, лев, гиена:3:159-164 и крокодил:3. Образы волков-оборотней очень близки образам собак-оборотней и нередко совмещаются:21.

## История исследований
По-мнению исследователя Виллема де Блекорта, по теме волков-оборотней по-прежнему ощущается недостаток современной по-настоящему научной литературы, как обобщающей, так и рассматривающей отдельные аспекты. Имеющиеся же многочисленные работы либо в значительной степени устарели, как «Der Werwolf. Beitrag zur Sagengeschichte» (1862) Вильгельма Герца, «Книга оборотней» (1865) Сабина Бэринг-Гулда, «The Werewolf» (1933) Монтегю Саммерса; либо рассматривают в основном вервольфов из современной культуры; либо написаны слишком «популярно», как, например, «The Beast Within» (1992) Адама Дугласа, «The Complete Idiot’s Guide to Werewolves» (2009) Н. Р. Брауна или «The Girl’s Guide to Werewolves» (2009) Барба Карга.:1-4 Большинство существующих работ страдают от смешивания образов вервольфов/ликантропов из народных верований, из демонологических и медицинских трактатов, из античной и средневековой художественной литературы и из современной популярной культуры, а также зачастую принципиально различных представлений разных стран и эпох. На русском языке серьёзная обобщающая литература об оборотнях практически отсутствует.

## Названия
Древнегреческое слово ликантроп является производным от λύκος — «волк» и ἄνθρωπος — «человек».:174:4 Оно использовалось для обозначения людей, верящих, что они превращаются в животных — эта состояние ныне известно в психиатрии как клиническая ликантропия.:12-13, 19-20 Для обозначения мифической способности превращаться в волков термин ликантропия впервые используется в трактате «Молот ведьм» в редакции 1669 года:20. Некоторыми авторами он впоследствии использовался и в более широком смысле — как способность оборачиваться любым животным, для чего ныне существует более корректное слово териантропия (от θηρίον — «дикое животное»):578. В новогреческом языке название несколько исказилось и звучало как likokantzaros.:176 В классической латыни специального слова для волков-оборотней не было, но встречалось более общее слово — для обозначения любых оборотней versipelles (дословно «сменяющий кожу»).:177
Аналогично, английское werewolf, немецкое Werwolf, нидерландское weerwolf и общескандинавское varulv, согласно наиболее распространённой, но не единственной, теории, образованы от древнегерманских wer — «мужчина» и wolf — «волк»:174:2:3, 8-10 и являющееся калькой лат. versipellis. Возможна связь первой части с др.-сканд. vargr — «изгой, дикарь, волк». В древненемецком языке это слово впервые зафиксировано в X веке в работе Бурхарда Вормского:174. В древнеанглийском языке оно впервые встречается (как синоним Дьявола) при короле Кнуде (1016—1035):2:4:1; примерно в то же время это слово употреблял по отношению к себе влиятельный архиепископ Вульфстан (ум. 1023), подписывавшийся также как епископ Волк и известный яростными проповедями. В современном английском языке слово werewolf послужило образцом для образования названий людей, способных превращаться в различных животных, например, wereleopard — «леопард-оборотень», werebear — «медведь-оборотень».
Из других европейских названий можно указать французское loup-garou:175:3:215 (в этимологическом плане является тавтологией: loup — волк, gar — мужчина и редуцированное wulf — волк:175:9-12); древнескандинавское ulfhedhinn («волчья шкура», мн. ч. ulfhedhnar), ulfhar («волчья шерсть») и ulfhamr («принявший образ волка»); итальянское lupo mannaro («волк-человек»):176:2:12:215; испанское:12 hombre lobo («человек-волк»); португальское lobisomem («волк-человек»):176:12; литовское vilktaki («бегущий волком»); армянское мардагайл (арм. մարդագայլ — «человек-волк»).
Общеславянское название волков-оборотней — волко(д)лак, расшифровываемое как «волчья шкура»:176:15 или как «волкомедведь». Однако в русском языке оно встречается преимущественно в научной и научно-популярной литературе по славянской мифологии и художественных произведениях на её основе. Термины вервольф/вервульф и ликантроп используются также довольно редко. Наиболее же распространённым словом для обозначения данного мифологического персонажа в русском языке является более общее слово оборотень («меняющий облик»), а в случае необходимости уточнения используется конструкция волк-оборотень или оборотень-волк.
Такое разнообразие названий позволяет предположить, что представления о волках-оборотнях возникли уже после распада индоевропейской общности.:175

## Письменные сведения

### Древний мир
Самая ранняя история о превращении человека в волка содержится в аккадском «Эпосе о Гильгамеше» (XVIII—XVII века до н. э.), в котором упоминается превращение богиней Иштар своего надоевшего поклонника-пастуха в волка, после чего его разрывают собственные собаки.:7-8
Геродот (484? — 430—420 до н. э.) в «Истории» пишет о племени невров, жившем в верховьях Днестра и Южного Буга, в бассейне Припяти, члены которого были способны на несколько дней в году превращаться в волков.:1:9 Вергилий в восьмой эклоге «Буколик» (ок. 37 года до н. э.) пишет о колдуне Мерисе, превращавшемся при помощи понтийских трав в волка, после чего уходившем в лес и вызывавшем души мёртвых.:9:8-9 Петроний в «Сатириконе» (ок. 54-68 годов) рассказывает историю превращения солдата, который в лунную ночь, проходя мимо кладбища, разделся, помочился вокруг своей одежды, после чего она закаменела, а он стал волком, завыл и убежал в лес, а затем убил всех животных в местном хлеву, но был ранен в шею, благодаря чему его опознал его товарищ Ницерос (рассказчик).:11-12:18-19:10-12 Марцелл Сидийский (ок. 117—161) в дошедшем до нас отрывке Περί λυκανθρώπου из его медицинской поэмы говорит о том, что атаки ликантропов на людей происходят в основном в начале года, особенно в феврале, это безумные люди, которые живут подобно волкам, а ночи проводят на уединённых кладбищах.:9:38-39
Ряд древнегреческих и древнеримских источников связывают оборотничество с горой Ликеон («Волчьей горой») в Аркадии:13:12. Распространено утверждение, что в её районе с древности существовал культ превращения в волков:16, но это, впрочем, возможно, всего лишь историографический миф:16. Овидий в «Метаморфозах» (8 год н. э.), а также ряд других авторов, рассказывают историю древнегреческого царя Аркадии Ликаона, предложившего Зевсу, желая проверить его всеведение, мясо младенца и превращённого за это богом в волка.:10:9-10 Агриопас упоминает некоего Демэнета, который во время человеческих жертвоприношений в честь Зевса Ликейского съел внутренности убитого, после чего превратился в волка; человеческий облик вернулся к нему только девять или десять лет спустя, и он даже участвовал в Олимпийских играх.:10-11:12 Плиний Старший в «Естественной истории» (ок. 77 года), называя рассказы о превращении в волков ложью, ссылается на грека Эванта и сообщает, что в ходе празднеств в честь Зевса Ликейского в роду Антея выбирали одного юношу, который должен был прыгнуть в воды Аркадского озера; считалось, что он превращается в волка на 9 лет, после чего может снова стать человеком, однако, обратное превращение было возможно, только если он не ел человеческого мяса за эти годы.:10:12

### Средневековье
Превращения в волков не раз упоминаются в скандинавских сагах. Так, в «Саге о Вёльсунгах» рассказывается как промышлявшие разбоем в лесах Сигмунд с сыном Синфьотли нашли волчьи шкуры в доме двух колдунов-королевичей и, надев их, превратились в волков, продолжив нападать на людей в таком виде:4:18-19. В этой же саге рассказывается о превращающейся в волчицу посредством колдовства матери конунга Сиггейра, убитой Сигмундом:20-21. Оборотнем считался Ульв из исландской «Саги об Эгиле», становившийся в сумерках молчаливым и необщительным «вечерним волком». Превращение человека в волка колдуном упоминается в фарерской песне о деяниях Финна:28, в Первой и Второй:28 «Песнях о Хельги, убийце Хундинга» и в «Видении Гюльви» в «Младшей Эдде».
Христианские богословы уже в первые века существования христианства высказывались против суеверий об оборотнях:15. Тертуллиан (ок. 160—235) в трактате «О душе» и Амвросий Медиоланский в поминальной речи на смерть своего брата (375 год) высказывались в том духе, что человеческая душа не способна существовать в теле животного, поскольку между человеком и животным есть принципиальная разница, человек, как творение и подобие Бога не может быть изменён:15-17. Аврелий Августин в работе «О граде Божьем» (413—423) утверждает, что только Бог способен изменить человеческую форму (о чём есть свидетельства в Библии), тогда как Дьявол способен лишь создать иллюзию изменения; это толкование оборотничества оставалось наиболее влиятельным среди богословов на протяжении более чем тысячи лет:17-19. Народные верования в вервольфов, опираясь на взгляды Аврелия Августина, впоследствии порицали святой Бонифаций (672—754):56-57, Регино Прюмский (ок. 840—915):3, Бурхард Вормский (ок. 965—1025):56-57:3, Вильям Мальмсберийский (ок. 1090—1143):3, Альберт Великий (ок. 1200—1280):183, Гийом Овернский (1190—1249), Фома Аквинский (1225—1274):3 и др.
Гиральд Камбрийский в своём трактате «Topographia Hibernica» (1188) описывает совершение священником последнего обряда над умирающей волчицей-оборотнем по просьбе её мужа, также оборотня, который рассказывает священнику, что они принадлежат к ирландскому роду, который проклял Наталий Ольстерский (ум. 564), так что его члены должны были по семь лет бродить по лесам волками:58-60:183:26-30. Характерными особенностями являются способность этих оборотней разговаривать в волчьем облике и нахождение человеческого тела под волчьей шкурой. Гиральд настаивал на правдивости истории, обосновывая её возможность тем, что превращение было совершено с позволения Бога:3. В норвежском тексте «Королевское зеркало» (XIII век) описывается превращение святым Патриком (IV—V века) в волков ирландского клана во главе с королём Веретикусом за богохульство и оскорбление самого Патрика (выли по-волчьи, когда он пытался им проповедовать) — они были обречены провести в волчьем облике семь лет:58:32-34. Две истории о французских волках-оборотнях содержатся в «Императорских досугах» (1212) Гервасия Тильберийского:3, превращение в них происходит при долгом катании голым по песку, также указывается на влияние Луны. Китайская история IX века рассказывает о матери генерала Ванг-Хау, жестокой колдунье, способной превращаться в волчицу.:172
Ряд литературных произведений о волках-оборотнях появляется в XII—XIV веках:1-2, причём практически во всех из них они выступают положительными персонажами: героическими, добрыми и верными людьми, ставшими жертвами злодеев:3-4. Во французской романтической поэме «Guillaume de Palerne» (ок. 1200) главными героями являются два принца, один из которых был воспитан вервольфом, а другой — превращён в младенчестве в волка мачехой:6:90-126. Мария Французская в «Лэ об оборотне» (ок. 1200) рассказывает историю — на основе бретонского фольклора — о бароне, превращающемся каждую неделю в волка на три дня, когда об этом узнаёт его неверная жена, она сознательно прячет его одежду, чтобы он не мог вернуть человеческий вид:39-56. В анонимном бретонском лэ «Mélion» (1190—1204) рыцарь превращается в волка, чтобы убить оленя по просьбе его жены, но та крадёт волшебное кольцо, необходимое для превращения и сбегает с оруженосцем:57-75. Анонимная история «Артур и Горлагон» (XIV век) также рассказывает о предательстве жены; превращение в ней происходит при помощи магического деревца:76-89. О готовности стать волком ради любви к женщине-волчице писал в своём стихотворении французский трубадур Пейре Видаль (кон. XII — нач. XIII в.):63-64. Вервольфы упоминаются в ряде произведений английской средневековой литературы:6-8. Ликантропия встречалась в народных сказках, например в ранних версиях сказки про Красную Шапочку.

### Позднее Средневековье / раннее Новое время
В XV—XVIII веках оборотни в источниках рассматриваются как якобы реальные существа, причём зловредные по отношению к обычным людям:2. Изменилось отношение церкви к оборотничеству — если в XV веке вера в оборотней ещё считалась ересью, то в конце XVI века существование вервольфов стало рассматриваться как доказательство колдовства, неверие в которое считалось в то время ересью:63:4:215. Демонологи заявляли, что колдуны и ведьмы превращаются в сильных, быстрых и мощных волков ввиду своей жадности, жестокости, жажды до человеческой плоти и крови с целью остаться неопознанными в своих ужасных злодеяниях:215.
Олаус Магнус в труде «История северных народов» (1555) рассказывает о волках-оборотнях, терроризировавших в ночь накануне Рождества Христова жителей Пруссии, Ливонии и Литвы: стаи этих созданий крушили всё на своём пути, врывались в дома, убивали и пожирали скот и людей, выпивали весь запас алкоголя:53-54. По ночам тысячи оборотней собирались у руин старого замка на границе Литвы, Ливонии и Курляндии: они прыгали на его стену, а тех, кто не мог допрыгнуть, поскольку слишком разжирел, — убивали вожаки:54. Каспар Пейцер (1591) и Симон Майолус (1612) рассказывали о собиравшихся в Ливонии на Рождество в огромных количествах вервольфах, тех, кто не хотел идти, другие подгоняли железными плетьми; эти стаи нападали на скот, но обычно не трогали людей, а их вожаки были способны раздвигать воды рек, преграждающих им дорогу:55-56.
Иоганн Вейер и Питер ван Фореест, ссылаясь на Гийома Брабантского (вероятно, Фома из Кантимпрэ, 1201—1270/1272), рассказывали об одержимом дьяволом знатном человеке, которому казалось, что он волк, и он убегал в лес и иногда даже нападал на детей, но впоследствии эти приступы у него прекратились.:63 Якоб Фридрих Мюллер со ссылкой на Филиппа Клювера и Иоганна Конрада Даннхауэра повествует о якобы жившем в Московии Альбертусе Перикофциусе, дворянине с дурным характером, который, превратившись в волка, сожрал собственное стадо.:57 Согласно Иову Финцелиусу, в 1542 году окрестности Стамбула были наводнены вервольфами, и что якобы сам император во главе своего войска выезжал на битву с ними и уничтожил полторы сотни их:65:75. Свидетельства о превращении в волков приводят также Жан Боден (1530—1596):66 и Жан де Нино:66-67. Во время охоты на Жеводанского зверя во Франции в 1760-е годы одной из гипотез по поводу его природы было оборотничество:223:55. У шведов в ходе одной из русско-шведских войн распространилась легенда, что русские превращали пленных шведов в волков, которые возвращались в родные земли и разоряли их, чем объяснялось обилие волков в последний год войны в окрестностях города Кальмара:109. В Англии и Шотландии сообщения о вервольфах встречались редко:100, что, вероятно, связано с вымиранием волков в Великобритании уже к XVII веку:222.
В 1591—1686 годах было написано более 400 трактатов об оборотнях и ликантропии:215, в которых разрабатывались практики по защите от вервольфов и активно велись теоретические споры о возможности и природе оборотничества:24:127-179:136-137:56. Основным вопросом было определить способен ли кто-то кроме Бога — человек самостоятельно при помощи тех или иных средств, или Дьявол — трансформировать тело человека в тело животного. Демонологи высказывали мнение, что ликантропия является или одержимостью Дьяволом, или созданной им иллюзией превращения, или вселением его в реальных волков и внушением спящим колдунам и ведьмам, что это происходит с ними, или психической болезнью:76-77:215-219, 238. Среди наиболее заметных сочинений, разрабатывавших тему: «Молот ведьм» (1486) Генриха Крамера:4-5, «De lamiis et phitonicis mulieribus» (1495) Ульриха  Молитора, «De praestigiis daemonum» (1563) Иоганна Вейера, «De la Démonomanie des sorciers» (1580) Жана Бодена, «The Discoverie of Witchcraft» (1584) Реджинальда Скота, «Dialogue de lycanthropie» (1596) Клода Приёра, «Daemonologie» (1597) короля Якова I, «Discours de la lycantropie» (1599) Jean Beauvois de Chauvincourt, «Discours exécrable des Sorciers» (1602) Анри Боге, «Tableau de l’inconstance des mauvais anges et démons» (1612) Пьера де Ланкра:4-5.

### Суды над «оборотнями»
Основная статья: Суды над «оборотнями».
В 1407—1720 годах (большинство — в 1576—1675 годах:136-137 с вершиной пика в 1630 году:7), в Европе, в основном во франко- и немецкоговорящих странах:136-137, проходили суды над «вервольфами». Преследование «оборотней» началось как часть охоты на ведьм:4:215:136-137. «Доказательствами» на таких судах обычно выступали наблюдение волка и человека последовательно в одном и том же месте, совпадающие по локализации раны у волка и человека:223—224, 236, признания, выбитые под пытками:223—224, 236, и сомнительные свидетельские показания:232. Общее количество таких судов и казнённых по их решению человек остаётся не подсчитанным должным образом. Цифры, которые приводятся в ряде источников, — 200 человек во французской земле Лабурдан в Пиренеях, 300 человек в немецком Юлихе в 1591 году, 600 человек во французской земле Франш-Конте, и 30 тысяч во всей Европе — основываются на ненадёжных источниках и являются, по-видимому, сильно завышенными, а то и вовсе ложными:4-8. В наиболее полном известном списке учтено 280 обвиняемых:7.
Одни из ранних судов на «оборотнями» проходили в Швейцарии: в 1407 году в Базеле, в 1448 году в кантоне Во, в 1459 году в Андерматте. Хотя большинство швейцарских судов также прошли в XVI и XVII веках, в том числе в 1580, 1602, 1604, 1624, 1670:229. Симон Майолус сообщал о суде прусского герцога Альбрехта (1490—1568) над мазурским крестьянином, которого обвиняли в нападении на скот соседей в волчьем виде, который он постепенно приобретал ко дню Иоанна Крестителя и к Рождеству; его держали под стражей в ожидании превращения, но ничего не произошло; в дальнейшем его, по-видимому, сожгли:58-59. Он же писал о лечении предполагаемого оборотня, над которым чуть было не совершили самосуд, итальянским философом Пьетро Помпонацци.:65-66 Иов Финцелиус в своём трактате рассказывает о том, как в 1541 году крестьянин из итальянского города Павия, обвиняемый в оборотничестве и серийных убийствах, якобы утверждал, что он ничем не отличается от волка, только у него шерсть растёт внутрь; магистрат приказал отрубить ему руки и ноги, отчего он и умер:64-65:238. В 1589 году в немецком городе Бедбурге под Кёльном был задержан крестьянин Петер Штуббе, под страхом пыток он признался в оборотничестве (якобы использовал для этого дарованный Дьяволом пояс, который куда-то исчез после ареста), серийных убийствах, изнасилованиях и каннибализме, после чего был колесован, а его жена и дочь сожжены как его сообщники вместе с его телом:3:234-236. Согласно Ранеусу, в 1684 году в Курляндии трактирщик якобы превратился в волка, чтобы украсть овцу у землевладельца, а другой обвиняемый в ликантропии якобы смог загрызть корову в облике волка, в то время как спал в камере под охраной:60-63. В 1685 году в баварском княжестве Ансбах поймали и убили волка-людоеда, считая, что он оборотень, его осудили и повесили его труп, надев на него человеческие одежду, парик и маску недавно умершего бургомистра, чьим воплощением его посчитали:222-223.
На территории современной Франции прошло около 50 судов над «оборотнями»:6. Наиболее известными делами были следующие. В 1521 году в городе Безансон по подозрению в ликантропии и серийных убийствах судили крестьян Пьера Бурго, Мишеля Вердана и Филиберта Монтота, которые под пытками признались в том, что получили способность к оборотничеству, заключив договор с дьяволом, который дал им волшебную мазь для превращения в волков, после чего их сожгли заживо:69-74:17:224. В 1530 и 1558 году прошли казни по обвинениям в ликантропии в Лотарингии:230-232. В 1573 году в городе Доль местным жителям было разрешено устроить охоту на вервольфа, с которым связывали убийства в окрестностях; в конце концов в них был обвинён отшельник Жиль Гарнье, давший под пытками аналогичные вышеуказанным признания и сожжённый заживо:74-78:222-227. В 1598 году в Бургундии в оборотничестве были обвинены четыре человека из семьи Гандийон, также якобы использовавших для превращения волшебную мазь; одна из них была забита разъярённой толпой, а трое сожжены заживо властями:78-80:228-229. В том же году был обвинён в ликантропии и убийстве детей и сожжён портной из Шалона:80-81; в его доме якобы нашли бочки с человеческими костями:232-233. В способности превращаться в волков и волчиц примерно в то же время «признались» на судах, обвиняемые в колдовстве и впоследствии сожжённые заживо Тьевенна Паже, Клода Исана Прост, Клода Исана Гийом, Исана Рокэ:80:229, Жак Боке, Клода Гайяр, Иа Мишолет, Франсуа Сикретен:229-230. Редким исключением из череды смертельных приговоров были следующие два дела обвиняемых в оборотничестве и убийствах:238: в 1598 году Жак Руле из Анже был по апелляции в Париже вместо казни приговорён к двум годам в психиатрической лечебнице, причём родственники, на которых он давал показания, были оправданы:81-84:227-228; в 1603 году Жан Гренье в связи с малолетством и психической отсталостью был приговорён к жизни в монастыре:85-99:229.
На рубеже XVI—XVII веков во Франции постепенно стала преобладать точка зрения сторонников психиатрической природы «оборотничества» и преследования «вервольфов» вскоре сошли на нет. В Германии же сторонники объяснения ликантропии связью с дьяволом сохраняли своё влияние на протяжении всего XVII века, соответственно всё это время продолжались и суды над «оборотнями»:8.

## Поверья
Поверья и легенды о волках-оборотнях имеют свои особенности в разных странах. Кроме того, они изменялись в течение времени, так, детали, фиксируемые в записях фольклористов XIX—XX века, сильно отличаются от тех, что содержались в сообщениях XV—XVII веков на тех же территориях:10-13. Для разных регионов характерен также различный уровень влияния судов над «оборотнями» на народные воззрения:10-13, 17-18. Кроме того, записи новейшего времени находятся под влиянием печатных произведений:13.
В западно-и центральноевропейской мифологии раннего Нового времени вервольфы воспринимались как жуткие вредящие людям монстры:1:105-106:2, которые «могут нарушать любые правила, делать всё, что не дозволено человеку», особенно жестокие убийства без разбора, в том числе убийства детей, каннибализм, инцест:63, изнасилования, скотоложество:56.
Оборотничество могло рассматриваться как результат врождённого, например, у незаконнорождённых детей (у французов):105-106 или у рождённых в Рождество или полнолуние (у итальянцев):60, или приобретённого вследствие проклятия свойства регулярно и неконтролируемо превращаться в волка. В Нормандии бытовало представление, что оборотни происходят от проклятых мертвецов, восставших из могилы в образе волка:107-108. У датчан было поверье, что если женщина в полночь растянет между четырёх палок кобылий послед и голая проползёт под ним, то её роды пройдут безболезненно, но у неё будут рождаться одни вервольфы и ведьмы:110 В Квантуне считали, что в волчицу способна превращаться мать семерых детей.:172. У фризов и в Португалии существовало поверье, что из семи детей одного пола, родившихся подряд в одной семье, один обязательно окажется оборотнем:113:17. Считалось, что превращения происходят в основном ночью:1:105-106, когда оборотни в волчьем виде бродят по лесам, заходя в деревни и нападая на скотину и людей. У французов:60 и славян пик активности оборотней приходился на Рождество:115-116. Было распространено представление, что склонные к периодическому оборотничеству люди не помнят, что с ними происходило в волчьем виде:22.
Оборотничество могло упоминаться и как сознательное превращение в волка колдуна или ведьмы при помощи магических средств или демонов:13-14. Упоминаются различные способы превращения человека в волка, в том числе: надеть заколдованные пояс:111-113:12-13:2 (иногда из человеческой или волчьей кожи):157, накидку:19 или волчью шкуру:12, натереться волшебной мазью:3, выпить воду из волчьего следа, съесть волчьи мозги, выпить волшебный напиток, окунуться ночью в водоём:105-106 и т. д:25. В Нормандии считали, что оборотни надевают по ночам волчью шкуру, дарованную им дьяволом, который сопровождает их и бьёт кнутом по ногам на каждом перекрёстке:107. Для обратного превращения обычно необходимо было проделать те же или обратные действия:25. Народные взгляды на то, что происходит при уничтожении (обычно сжигании) волчьей шкуры или волшебного пояса расходятся иногда даже в одном и том же регионе:15: это действие может как избавить оборотня от превращений:115:15, так и уничтожить его:118:171 или обречь на вечное проклятие:15.
Считалось, что колдун или ведьма могли превратить человека в волка и против его воли:13-14. В этом случае для возвращения человеческого облика также указывались различные способы: произнести заклинание над превращённым, снять заколдованный пояс, быть в волчьем облике перекрещённым или (трижды) поприветствованным по крёстному имени:110-111:156-157, быть трижды ударенным в лоб ножом, пролить три капли своей крови:107, простоять неподвижно на коленях сто лет (у литовцев):113, съесть плод мальчика из живота беременной женщины (у датчан), съесть людской пищи (у эстонцев):156, особенно хлеба (у славян и эстонских шведов):155.
Считалось, что оборотничество в человеческом виде проявляется заострёнными ушами, странными зубами, волосатостью рук и тела, кривыми ногами:60, сросшимися бровями:110:60. Французы считали, что в человеческом облике оборотня можно узнать по широким ладоням и коротким пальцам, между которыми растут волосы:107. Немцы и русские представляли, что суставы на задних лапах у ликантропа повёрнуты вперёд как у человека, а не назад, как у волка:60. В некоторых странах считалось, что оборотень в человеческом облике носит с собой или где-то прячет волчий хвост:60. В волчьем же облике вервольфы описывались в целом как обычные волки, но зачастую больше и сильнее среднего:215.
Было широко распространено представление, что рана, нанесённая вервольфу в волчьем облике, сохраняется и после превращения в человека, что служило доказательством, что именно этот человек является оборотнем:172:218. Встречалось также мнение, что при ранении оборотень превращается в человека:25-26:106-107:172:218, что объяснялось разрушением тонкой дьявольской иллюзии:218-219, и использовалось как удобное объяснение, почему «оборотней» всегда ловили в человеческой форме — ведь избежать ранения при поимке очень сложно:25-26. Также повсеместно встречались сюжеты подобные такому: муж, вынужденный в очередной раз против своей воли превратиться в волка, неудачно атакует свою жену, а потом она узнаёт его по куску её платья, застрявшему у него в зубах:3, 11.
За пределами Западной и Центральной Европы, а также во времена Античности:24, образ волков-оборотней был далеко не столь отрицательным. Относительно миролюбивыми предстают восточнославянские и польские волколаки: были широко распространены представления, что они не нападают ни на скот, ни на людей, приходят к своим близким, по которым скучают, и ищут их помощи:247—249:115-116. У этих народов были популярны истории о превращении в волков целых свадеб, члены которых перешагивали через порог, под который ведьма положила заговорённый пояс:115-116. На севере Швеции образ вервольфов был связан с воззрениями про путешествие души:17. Волки-оборотни могли рассматриваться и как существа, достойные уважения. В тюркском эпосе в волков способны превращаться богатыри:171. У эвенов в мифологическом предании «Каэнгэн» волк-оборотень является справедливым судьёй в отношении своего обидчика-человека.
Мифические волки-оборотни могли быть как мужчинами, так и женщинами, и даже детьми:2. Однако, у отдельных народов наблюдались отклонения в ту или иную сторону. Например, у славян рассказы о волчьем оборотничестве женщин практически не известны. В то же время армянская мардагайл имеет преимущественно женский образ. Это существо появляется после того как бог, желая наказать женщину за грехи, даёт ей волчью шкуру и приказывает надеть. В волчьем облике мардагайл проводит семь лет, превращаясь в волчицу по ночам, а днём снимая с себя шкуру. Она теряет рассудок, убивает и поедает собственных детей, затем детей родственников, а когда их не останется — принимается за детей незнакомцев:171. Причём, при её приближении открываются даже запертые двери.
В ряде народных традиций образ волка-оборотня сливается с образами других персонажей. Так норвежцы считали, что оборотни — это либо тролли, либо существа, заколдованные троллями:108-109. В балканском же фольклоре образ волка-оборотня сливается с образом вампира, так греческие вриколакасы впадают в каталептический транс, во время которого их душа покидает тело, вселяется в волка и жаждет крови, помимо прочего считалось, что они добивают раненых солдат на поле боя:114-115:11. В Лимбурге и окрестных голландских и немецких землях вервольфы выступают в качестве существ, прыгающих ночью на спину прохожего и катающихся так на своей жертве, пока им не надоест, или пока жертва не окажет им активное сопротивление; это международный мотив, но в других местах на спинах катаются иные мифические существа:14-16.

## Истоки образа
Происхождение представлений об оборотничестве может объясняться наблюдением людей с психическими отклонениями, воображающих себя волками или ведущих себя «по-волчьи» — так называемая клиническая ликантропия; людей, впадающих в неконтролируемый гнев и нападающих на окружающих, подобно бешеным зверям, а также людей, получающих удовольствие от убийств:28:238. Достаточно много подобных случаев приводится судебными врачами, описывавшими процессы средневековой инквизиции. Также прообразами оборотней могли стать преступники-изгнанники:31-32 и дети-маугли:241. Есть гипотезы об индуцировании мифов о вервольфах наблюдением отравлений спорыньёй (эрготизм) и другими ядовитыми и/или галлюциногенными растениями:107-108:238, больных порфирией:240:61 и бешенством (как людей, так и волков):21:242-243. На мысли об оборотничестве могли натолкнуть и люди с различными «звериными» чертами во внешности, например, страдающие гипертрихозом:61.
Свою роль также, вероятно, сыграла демонизация обычных волков, время от времени нападавших на скот и людей:6:222-227, а также, по-видимому, поедавших трупы павших на полях сражений:242-243. Ещё до начала активного преследования «оборотней» в Средневековье, волки рассматривались демонологами как дьявольские создания, на которых, например, ведьмы ездят на шабаш:221. Представления о ликантропах-людоедах могли возникнуть среди народов, переставших практиковать каннибализм, но всё ещё наблюдавших людоедство среди соседей. Представление о кровожадных оборотнях могли служить также своеобразной психологической защитой, отделяя от человека его жестокость, порой чрезмерную и неконтролируемую, и другие табуированные действия, объявляя их чем-то чужеродным человеку:63:57. С другой стороны, есть мнение, что на широкое распространение народных представлений о кровожадных оборотнях могли повлиять античные и средневековые литературные работы.
Распространено мнение о том, что представления об оборотничестве уходят корнями к тотемизму и культу умерших предков:2, 28:644. Древние охотники одновременно боялись и уважали волка, который является одним из наиболее грозных животных, в тех местах, где он обитает, стремились подражать ему, приобрести его сильные качества. В этой связи можно вспомнить существование имени или титула Волк у разных народов. На мысль об оборотничестве могло натолкнуть ношение волчьих шкур и масок в охотничьих, военных и ритуальных целях, сопровождавшееся имитацией поведения животного, которое было описано у североамериканских индейцев:164-171; исследователи указывают, что переодевающийся волком человек с мифологическим сознанием считал, что он на самом деле уподобляется волку, становится им:16-17. С идеей оборотничества могли быть связаны «волчьи» союзы и обряды инициации молодых воинов, которые обособлялись от социума, жили в лесу и занимались разбоем. Однако, в процессе отхода от языческих верований, оборотничество, рассматривавшееся некогда как знак «приобщения индивида к божественному либо священному животному», стало считаться демоническим символом:24:670.
В работах сторонников сверхъестественных явлений, которые публикуются в наши дни, миф о ликантропии объясняется чёрной магией, одержимостью дьяволом, существованием астральных двойников и др.

## В современной культуре
Вервольфы являются популярными персонажами книг, фильмов и игр, они являются наиболее распространённым видом оборотней в западном кинематографе и занимают заметное место в ряду киномонстров. Основными жанрами, в которых встречаются вервольфы являются ужасы:129 и городское фэнтези (в том числе поджанр «паранормальная романтика»). Часть произведений содержит также элементы детектива, однако загадка обычно заключается не в том, кто является оборотнем, а в том, когда и как произойдёт превращение, что вызывает тревожное ожидание читателя или зрителя:129.
Представление о ликантропах в массовой культуре сформировалось в первой половине XX века. В его основу легли англосаксонские взгляды на вервольфов:1:137, подвергшиеся воздействию рационалистической мифологии Нового времени, и представления о способности к оборотничеству у некоторых представителей неевропейских народов (например, североамериканских индейцев или японцев):137.

### В литературе
В XV—XVIII веков вервольфы, за редким исключением, например, «Странствия Персилеса и Сигизмунды» (1617) Мигеля де Сервантеса:191-192, где один из героев подвергается нападению превратившейся в волчицу колдуньи, практически не появляются в художественных произведениях. Их возвращение в литературу происходит только в конце XVIII века.
В XIX — первой половине XX века вервольфы появлялись в художественных произведениях почти исключительно как создания зла в литературе ужасов. Среди заметных произведений с участием волков-оборотней «Koenigsmark the Robber» (1790) Рудольфа Эриха Распе, «Боров-волк» (1812) Иоганна Августа Апеля, «Вервольф Хьюго» (1838) Сазерленда Мензиса, ставший знаменитым «Вервольф Вагнер» (1847) Джорджа Рейнольдса (в котором доктор Фауст дарит главному герою молодость, но плата за это — оборотничество), «Предводитель волков» (1857) Александра Дюма-отца:64, «Легенда об Уленшпигеле» (1867) Шарля де Костера:192-194, «Габриэль-Эрнест» (1909) Саки, «The Door of the Unreal» (1919) Джеральда Бисса:3, «The Undying Monster» (1922) Джесси Дуглас Керрюш, «The Demon Lover» (1927) Дион Форчун, «Белые одежды (Комедия святости)» (1928) Джеймса Брэнча Кейбелла, вызвавший большое количество подражаний:64 «Парижский оборотень» (1933) Гая Эндора:64, «Цирк доктора Лао» (1935) Чарльза Г. Финнея, «Grey Shapes» (1937) Э. Чарльза Вивиана, «Принц Каспиан» (1951) Клайва Стейплза Льюиса:578, «Оборотень» (1958) Акселя Сандемусе:195.
С середины XX века начали появляться произведения пересматривающие чисто отрицательный подход к оборотничеству. В рассказе «The Werewolf of Ponkert» (1925) Уорнера Мунна повествование ведётся с точки зрения вервольфа. В романе «Мрачнее, чем вам кажется» (1948) Джека Уильямсона герой вынужден выбирать, какую сторону ему выбрать в давней борьбе между видом людей и видом оборотней, которые собираются взять господство над миром. В повести «Настоящий вервольф» (1942) Энтони Бучера и романе «Операция «Хаос»» (1971) Пола Андерсона главные герои — вервольфы выступают на стороне добра. Оборотни из романа «Железный замок» (1941, 1950) Лайона Спрэга де Кампа и Флетчера Прэтта и цикла «Плоский мир» Терри Пратчетта слишком благородны, чтобы охотиться на людей. Из более поздних произведений можно назвать роман «Цикл оборотня» (1983) Стивена Кинга и его же роман «Талисман» (1984) в соавторстве с Питером Страубом, в котором вервольф выступает компаньоном главного героя в его путешествии, роман «Vargr-Moon» (1986) Бернарда Кинга, романы Челси Куинн Ярбро, трилогию «David Lydyard» («Werewolves», 1990—1994) Брайана Стэблфорда, цикл об Аните Блейк (с 1993) Лорел Гамильтон:64, цикл о Гарри Поттере (с 1997) Джоан Роулинг:64:1, серия книг «Дневники вампира» (1991—1992) и цикл «Ночной мир» (1996—1998) Л.Дж. Смит, цикл «Сумерки» (2005—2008) Стефани Майер, роман «Последний вервольф» (2011) Глена Дункана:64.

### В фильмах
Первыми фильмами о вервольфах были несохранившиеся немые короткометражки на основе индейских легенд «Оборотень» (1913):63:129 и «The White Wolf» (1914). Первым звуковым фильмом стал «Le Loup-garou» (1923):63. Одними из основополагающих работ жанра были фильмы студии Universal «Лондонский оборотень» (1935) и «Человек-волк» (1941):63:3:137:129, породивший ряд продолжений-кроссоверов:3. Другие студии вскоре выпустили свои фильмы о вервольфах: «Безумный монстр» (1942), «The Undying Monster» (1942), «Вой оборотня» (1944), «Женщина-волк из Лондона» (1946).
Ликантропы появились во множестве фильмов третьей четверти XX века, однако далеко не все из них были надлежащего качества. Можно назвать «Проклятие оборотня» (1960), «Лицо кричащего оборотня» (1960), «Lycanthropus» (1961), «Devil Wolf of Shadow Mountain» (1964), «Дом ужасов доктора Террора» (1965), «Dr Terror’s Gallery of Horrors» (1966), «Дом чёрной смерти» (1966), «The Mummy and the Curse of the Jackals» (1969), испанская серия фильмов об оборотне Вальдемаре Данинском (c 1968), «Оборотни на колёсах» (1971), «Оборотень в Вашингтоне» (1973), «Мальчик, который рассказывал об оборотне» (1973), «Животное должно умереть» (1974), «Легенда об оборотне» (1975).
Новое дыхание образ вервольфа получил в 1980-х годах. Фильм «Вой» (1980) породил длинную серию фильмов. Фильм «Американский оборотень в Лондоне» (1981) успешно совместил ужасы с комедией, но его сиквел «Американский оборотень в Париже» (1997) оказался провальным. Большую известность приобрёл короткометражный фильм — видеоклип на песню Майкла Джексона «Триллер» (1983). Вышли экранизации литературных произведений «Волки» (1981), «Серебряная пуля» (1985), «В компании волков» (1984), «Зловещая луна» (1996):132. Неожиданную популярность приобрёл фильм «Волчонок» (1985), породивший сиквел (1987), мультипликационный (1986—1987) и драматический (с 2011):1 сериалы. Большим бюджетом отличился фильм «Волк» (1994). Оборотни — одни из главных персонажей киносериалов «Другой мир» (с 2003):133 и «Сумерки» (2008—2012):1:133. Мультипликационный фильм Томма Мура «Легенда о волках» (2020) отсылает к ирландской мифологии о «сноволках» — людях, живущих в двух обличьях — человеческом во время бодрствования, и в волчьем — во время сна. В фильме «Ван Хельсинг» (2004) главный герой, ставший оборотнем, смог победить вампира Дракулу. С большим юмором образ оборотня используется в сериале «Уэнздей» (2022).
Вервольфы также появились в ряде телефильмов: «Moon of the Wolf» (1972), «Scream of the Wolf» (1974), «Hugues de Loup» (1974), «The Werewolf of Woodstock» (1974), «Смертельная луна» (1978), «Полное затмение» (1993). Кроме того, были сняты сериалы «Семейка монстров» (1964—1966), «Fangface» (1978—1979), «The Munsters Today» (1988—1991), «Оборотень» (1987—1988), «Лондонская волчица» (1990—1991), «Быть человеком» (2008—2013), «Настоящая кровь» (2008—2014):1, «Дневники вампира» (с 2009), «Из рода волков» (с 2012):1, «Первородные» (с 2013), «Укушенная» (2014—2016), «Волчонок» (2011—2017).
В Советском Союзе первым к этой теме обратился латвийский режиссёр Эрик Лацис, поставивший в 1983 году на Рижской киностудии фильм «Оборотень Том», в основу сюжета которого положен был исторический роман Яниса Маулиня «Следы».

### В других формах
Вервольфы встречаются в таких настольных играх как Dungeons & Dragons (с 1974) и Warhammer (с 1983), а игры по Миру Тьмы Werewolf: The Apocalypse (с 1992) и Werewolf: The Forsaken (с 2005) полностью посвящены оборотням. В играх присутствуют такие разные образы оборотней как воины-волки и кровожадные чудовища. Так же в серии The Elder Scrolls оборотни встречаются в качестве противников, и имеют полноценную сюжетную миссию в TES 5: Skyrim.

### Общие особенности
Типичные характеристики оборотничества в массовой культуре XIX—XXI веков: доминирует превращение в волка:137; связь превращений с фазами Луны, особенно полнолунием:1-3:137:1-3; вздыбленная чёрная:138 или серая шерсть, огромные клыки, красные светящиеся глаза оборотня:137; невозможность контролировать своё тело в волчьем облике:138; усиление у вервольфа всех чувств и возможностей:138; в основном недобровольное превращение — по рождению:138, от укуса другого оборотня:1, 3:138, в результате неудачного магического эксперимента:138; быстротечность трансформации — она обычно длится от нескольких секунд до минуты; возможность избавиться от ликантропии при помощи специальных средств и волшебных артефактов:138; использование серебряного или реже обсидианового оружия против оборотней; связь вервольфов с растением аконит (волчий корень); антагонизм с вампирами:10.
Основными мотивами произведений об оборотнях являются противопоставления «человеческого» и «животного», тела и разума, природы и культуры, «внешнего» и «внутреннего», «примитивного» и «цивилизованного», «публичного» и «приватного», «рационального» и «инстинктивного», «сознательного» и «подсознательного», «чужого» и «своего», а также проблемы чудовищности, двойственной личности и гибридизации «внутреннего я»:579—580, отношения с «внутренним зверем»:579.
Для произведений о волках-оборотнях, появившихся ранее последней четверти XX века, характерно разграничение между сменяющими друг друга обликами человека и волка как в физическом, так и в душевном плане:132. Например, в «Человеке-волке» акцентируется внимание на том, что даже чистый душой человек может обратиться кровожадным волком при определённых условиях:129, 131. Оборотничество воспринималось в этих работах как трагедия, проклятие. Процесс превращения обычно сопровождался мучительной болью:132. Одним из основных мотивов в книгах о волках-оборотнях было проявление тёмной, животной стороны души человека, обретение ею собственной формы, как, например, в романе «Мрачнее, чем вам кажется» (1948) Джека Уильямсона.
В более поздних произведениях часто происходит взаимное проникновение и даже слияние человеческого и животного в оборотне:132. Так, у героя уже в человеческом виде начинают обостряться ночное зрение, обоняние и слух, например, персонаж фильма «Волчонок» (1985) начинает слышать свисток для собак, а персонаж «Волка» (1994) распознаёт добавленный в кофе алкоголь. Поведение персонажа становится ближе к волчьему, например, герой фильма «Вой» (1981) отказывается от вегетарианства, герои «Зловещей луны» (1996) и «Волка» начинают метить территорию, рычать и огрызаться. Люди-оборотни становятся сильней, энергичней:132 и сексуальней:64:132. У них начинают интенсивно расти волосы на теле, что обыгрывается как возмужание или омоложение, изменяется цвет глаз, вырастает хвост. Для ролей поздних оборотней подбираются актёры с «демонической харизмой», такие как Эверетт Макгилл, Джек Николсон, Бенисио Дель Торо.:132 Кроме того, у оборотней в кино появляются и некоторые сверхъестественные способности, например, гигантская сила:138, быстрое заживление ран, неподвластность болезням и старению:132. Кроме того, вервольфы в кино часто стали изображаться не как обыкновенные волки, а как огромные, мощные гибридные существа с волчьими чертами — густой шерстью, вытянутой мордой, острыми зубами, когтями (ср. Бугул-Ноз, Лугару), способные передвигаться на сгибающихся назад задних лапах, с передними лапами со способными к сложным действиям пальцами.
По сравнению с классическими произведениями изменилось и восприятие героем превращения. В поздних работах оборотни начинают оправдывать своё звериное поведение, как священник-оборотень в «Серебряной пуле» (1985), считающий свои зверства богоугодными, или профессора́ в «Вое» и «Волке», которые призывают вернуться к «благородной дикости», последний даже просит сделать его оборотнем. Персонажи учатся использовать преимущества оборотничества, оно начинает рассматриваться как дар:132. Меняется и процесс превращения — герои начинают получать от него удовольствие, ярким примером является, например, первое превращение в «Вое», происходящее во время секса с женщиной-оборотнем:132-133. В поздних произведениях появляется мотив альтернативного общества — коллектива вервольфов:133, как, например, в рассказе «Проблема верволка в средней полосе» (1991) Виктора Пелевина. В 2000-x годах происходит смена жанра фильмов об оборотнях — ныне они ближе не к фильмам ужасов и «античным трагедиям» как классические картины, а к волшебной сказке и фэнтези, ярким примером чего являются киносериалы «Другой мир» (с 2003) и «Сумерки» (2008—2012):133. Значительная часть произведений ориентируется на подростковую аудиторию:1.
Таким образом, происходит возврат к более древней форме представлений об оборотничестве — «смене облика при неизменности сущности», в отличие от более поздней, при которой смена облика сопровождается «борьбой и сменой сущностей, их вытеснением и подменой». Указанные перемены в фильмах об оборотнях могут служить одним из признаков «радикальной трансформации проекта Просвещения и производимой им научной нормативности», определявшей рассматривание монструозности как «отклонения от предписанных просвещенческой наукой представлений о естественном порядке вещей», развитием «постгуманизма и нового реализма»:133-134.

### Отдельные темы
В ряде произведений авторы пытаются придумать научно-фантастическую основу для ликантропии. Возможно, первыми фильмами, в которых человек-волк появляется в результате научного эксперимента, являются «Безумный монстр» (1942) и «The Undying Monster» (1942). В рассказах «There Shall Be No Darkness» (1950) Джеймса Блиша и «League of the Living Dead» (или «The Breakfast Party», 1953) Рэндалла Гаррета читателю предлагается биологическая рационализация ликантропии. В фильме «Оборотень» (1956) превращение вызывают экспериментальные лекарства. В фильме «Я был подростком-оборотнем» (1957) трансформация происходит в результате гипноза. Искусственно созданный вервольф появляется также в фильме «Дочь доктора Джекилла» (1957). В романе «Принцип оборотня» (1967) Клиффорда Саймака генетически модифицированный исследователь космоса способен принимать вид встретившихся ему инопланетян, один из которых оказывается волкообразным. В романе «Оборотни» (1978) Уитли Стрибера вервольфы представлены как вид-криптид. В романе «The Orphan» (1980) Роберта Столмэна вервольфы происходят от инопланетян. Среди более поздних научно-фантастических работ роман «Moon Dance» (1989) С. П. Сомтоу, цикл романов «David Lydyard» («Werewolves», 1990—1994) Брайана Стэблфорда, роман «Wolf Flow» К. У. Джетера (1992), цикл романов «Psy-Changelings» (с 2006) Налини Сингх.
В некоторых работах происходит не физическое превращение человека в волка, а появление некой астральной проекции в виде этого зверя, как, например, в повести «Лагерь зверя» (1908) Элджернона Блэквуда. В некоторых произведениях людям лишь приписывают превращения в волков. Так, в провальной опере «Le Loup-garou» (1827) на либретто Эжена Скриба за волка-оборотня принимают в деревне главного героя, что усложняет его любовные похождения:194. В трагедии «Оборотень» (1911) Аугуста Кицберга селяне обвиняют дочь казнённой колдуньи в ликантропии и она в конце концов на самом деле уходит жить в лес с волками:188. Есть произведения, в которых ликантропия является психической проблемой, например, роман «The Werewolf of Paris» (1933) Гая Эндора. В рассказе «Тайна стеклянного кинжала» (1972) Ларри Нивена не человек превращается в волка, а волк в человека.
Рассказчиком в произведениях об оборотнях нередко выступает некий просвещённый человек, например, владелец антикварного магазина в «Вое», или профессор, занимающийся оккультизмом в «Волке». Источником знаний о ликантропии также могут выступать рукописные тексты, например, дневник-самонаблюдение в «Зловещей луне», различные печатные издания, а в поздних фильмах — фрагменты классических картин. Впрочем, в последнем случае сведущий персонаж часто комментирует, что всё на самом деле не так, как в фильмах:130.
Вервольфом преимущественно становится мужчина, что связано с яркой маскулинностью этого персонажа, а также наличием ассоциирующегося больше с мужчинами мотива подавления «внутреннего зверя»:579. Среди исключений, например, рассказы «Волчица» (1938) Кэтрин Мур, фильмы «Американский оборотень в Париже» (1997) и «Псы-воины» (2002). В рассказах «Лила, оборотень» (1969) Питера Бигла и «Сиськи» (1989) Сьюзи Макки Чарнас и эпизоде «The Curse» (1985) комиксов «Swamp Thing» обыгрывается влияние луны как на оборотней, так и на менструацию. Женская тема присутствует также в переосмысляющих «Красную Шапочку» рассказах «Оборотень» и «Волчье братство» (оба 1977) из сборника «Кровавая комната» Анджелы Картер; рассказах «Wolfland» (1980), «Lycanthia, or The Children of Wolves» (1981), «Blood-Mantle» (1985) и романе «Heart-Beast» (1992) Танит Ли; романе «Wilderness» (1991) Денниса Дэнверса. В образах волчиц-оборотней часто с позиций экофеминизма синтезируется «женское» и «естественное», как, например, в произведениях Урсулы Ле Гуин:580.

### Прочее
Слова Werwolf и его искажение под влиянием народной этимологии Wehrwolf («обороняющийся волк») использовались в нацистской Германии, например, в качестве названия партизанского ополчения:195.

## Комментарии
1. ↑  Часть I, раздел X, страница 67.
2. ↑  Она входит, например, в состав слова вергельд, обозначавшего денежную компенсацию за убийство свободного человека.
3. ↑  

Как пастух обязан быть очень бдительным и немедленно призывать тех, кто должен защищать людей от вредителей; так и священники оберегают свою духовную паству мудрыми поучениями, чтобы безумный дерзкий werewulf не разрывал и не кусал её слишком часто.Оригинальный текст (англ.)Thonne moton tha hyrdas beon swythe wacore and geornlice clypigende, the widh thonne theodsceathan folce sceolan scyldan, thaet syndon biscopas and maessepreostas, the godcunde heorda bewarian and bewerian sceolan, mid wislican laran, thaet se wodfreca werewulf to swithe ne slyte ne to fela ne abite of godcundse heorde.
[Therefore must be the shepherds be very watchful and diligently crying out, who have to shield the people against the spoiler; such are bishops and mass-priests, who are to preserve and defend their spiritual flocks with wise instructions, so that the madly audacious werewulf do not too widely devastate nor bite too many of the spiritual flock.]— Ecclesiastical Ordinances[англ.], XXVI. Английский перевод из книги М. Саммерса.
4. ↑  
Перевод Т. Казаковой и Е. Третьяковой:
Невры, по-видимому, колдуны. Скифы и живущие среди них эллины, по крайней мере, утверждают, что каждый невр ежегодно на несколько дней обращается в волка, а затем снова принимает человеческий облик.Оригинальный текст (др.-греч.)κινδυνεύουσι δὲ οἱ ἄνθρωποι οὗτοι γόητες εἶναι. λέγονται γὰρ ὑπὸ Σκυθέων καὶ Ἑλλήνων τῶν ἐν τῇ Σκυθικῇ κατοικημένων ὡς ἔτεος ἑκάστου ἅπαξ τῶν Νευρῶν ἕκαστος λύκος γίνεται ἡμέρας ὀλίγας καὶ αὖτις ὀπίσω ἐς τὠυτὸ κατίσταται. ἐμὲ μέν νυν ταῦτα λέγοντες οὐ πείθουσι, λέγουσι δὲ οὐδὲν ἧσσον, καὶ ὀμνῦσι δὲ λέγοντες— Книга IV, 105
5. ↑  
Перевод С. В. Шервинского:
Трав вот этих набор и на Понте найденные яды

Мерис мне передал сам — их много родится на Понте.

Видела я, и не раз, как в волка от них превращался

Мерис и в лес уходил; нередко души умерших

Он из могил вызывал и сводил урожаи к соседу.Оригинальный текст (лат.)Has herbas, atque hæc Ponto mihi lecta venena

Ipse dedit Mœris; nascuntur plurima Ponto.

His ego sæpe lupum fieri et se conducere sylvis

Mœrim, sæpe animas imis excire sepulchris,

Atque satas alio, vidi traducere messes.
6. ↑  
Перевод С. В. Шервинского:
…Воет, пытаясь вотще говорить. Уже обретают

Ярость былые уста, с привычною страстью к убийству

Он нападает на скот, — и доныне на кровь веселится!

Шерсть уже вместо одежд; становятся лапами руки.

Вот уж он — волк, но следы сохраняет прежнего вида:

Та же на нём седина, и прежняя в морде свирепость,

Светятся так же глаза, и лютость в облике та же.— Книга I, 237
7. ↑  Павсаний «Описание Эллады», книга VIII, 2, § 1; Иоанн Цец «Схолии к Ликофрону», 481; Эратосфен «Катастеризмы», книга I, 8.
8. ↑  «Сага о Вёльсунгах», глава VIII «Сигмунд с сыном надевают волчью шкуру».
9. ↑  Глава V «Гибель Вёльсунга».
10. ↑  
Перевод Т. Казаковой и Е. Третьяковой:
Понял Финн, что попал в беду,

Что поддался колдовству,

В волка был тогда обращён:

Много жизней волк загубил.Оригинальный текст (др.-исл.)Hegar ίð Finnur hetta sær,

Mannspell var at meini,

Skapti hann seg í varglíki:

Hann feldi allvæl fleiri.
11. ↑  
Перевод Т. Казаковой и Е. Третьяковой:
…Пусть не разит

меч твой в битве,

разве что сам ты

сражён им будешь!

Было бы местью

за гибель Хельги,

если б ты волком

скитался в чаще,

нищим и сирым,

вечно голодным,

разве что трупы

тебя б насыщали!— Строфа 33
12. ↑  
Перевод Т. Казаковой и Е. Третьяковой:
То есть неужели, когда рождается человек, они <парки> могут предопределить его судьбу как захотят; независимо от воли самого человека, они способны превратить его в волка, того, что непросвещённые называют вервольфом, или придать ему любой иной облик?Оригинальный текст (лат.)…id est, dum aliquis homo nascitur, et tunc valeant ilium designare ad hoc quod velint, ut quandocunque homo ille voluerit, in lupum transformari possit, quod vulgaris stultitia, werwolf vocat, aut in aliam aliquam figuram?— Цитируется по сочинению Veterum scriptorum et monumentorum historicorum, dogmatiorum et moralium amplissima collectio Э. Мартена и Ю. Дюрана, IX: 217.
13. ↑  

Двое нас, мужчина и женщина, родом из Оссори, кто по проклятию Наталия, святого и аббата, принуждены каждые семь лет сбрасывать обличье человека и отлучаться от человеческого жилья. Отбрасывая целиком человеческую форму, мы принимаем волчью. По истечении семи лет, если случится нам выжить, двое других займут наше место, а мы вернёмся на свою родину и к прежнему своему обличью. А теперь она, мой товарищ по несчастью, лежит смертельно больная без божьего милосердия и утешения, что дал бы ей ваш священный сан.Оригинальный текст (англ.)There are two of us, a man and a woman, natives of Ossory, who through the curse of one Natalis, saint and abbot, are compelled every seven years to put off the human form and depart from the dwellings of men. Quitting entirely the human form, we assume that of wolves. At the end of the seven years, if they chance to survive, two others being substituted in their places, they return to their country and their former shape. And now, she who is my partner in this visitation lies dangerously sick not inspired by divine charity, to give her the consolations of your priestly office.
14. ↑  Olaus Magnus. Historia de Gentibus Septentrionalibus. Basil. 15. Lib. XVIII. Cap. 45, 47.
15. ↑  Peucer K. Commentarius de Praecipuis Divinationum Generibus. 1591. P. 169.
16. ↑  Majoli Episc. Vulturoniensis, Dies Caniculares. Helenopolis, 1612. Tom. II. Colloq. 3.
17. ↑  De Λυκανθρωπία (Disputationem De lykanthröpia, seu, Transmutatione hominum in lupos). Lipsiæ, 1673.
18. ↑  Nynauld J. de. De la lycanthropie, transformation et extase des sorciers. — Paris, 1615. — P. 52.
19. ↑  Fincelius. De Mirabilibus. Lib. XI.
20. ↑  Термин «ликантроп» в игре[англ.] относится к существам, способным превращаться во все виды животных, а не только в волков.
21. ↑  Указания на обширную фольклорную основу этого представления, вероятно, ошибочны.